# Peleyan (Panarukan)
Peleyan is een bestuurslaag in het regentschap Situbondo van de provincie Oost-Java, Indonesië. Peleyan telt 3315 inwoners (volkstelling 2010).